# Народний дім імені Володимира Короленка
Народний дім імені Володимира Короленка — пам'ятка історії та архітектури у Полтаві, що знаходиться на розі вулиць Пушкіна і Котляревського. Збудований у 1922—1923 роках за проектом архітектора Аркадія Яковичя Лангмана, який використав ідеї нового на той час стилю — конструктивізму. Будинок був названий на честь російського письменника Володимира Короленка.
Будинок мурований, двоповерховий. Розташування на розі вулиць визначило Г-подібну форму плану будівлі. У вирішенні фасадів використано елементи класицистичної архітектури. На розі будинку — чотириколонна ротонда доричного ордера.
Народний дім призначався для літераторів і вчених. 
Використовуєся з кінця 20-х років XX століття як школа (нині середня школа № 10 імені Володимира Короленка). На фасаді встановлено меморіальні дошки Лялі Убийвовк і Володимиру Челомею. У травні 1975 року у стіну будинку вмуровано капсулу із зверненням ветеранів Німецько-радянської війни 1941—1945 років до молоді 1995 року.